# Linha 4 (Metro de São Petersburgo)

Pravoberejnaia linha

 A Lakhtinsko-Pravoberejnaia linha (em russo:  Ла́хтинско-Правобере́жная ли́ния, literalmente linha lakhta–para a margem direita), também conhecida como linha 4, é uma das cinco linhas do metro de São Petersburgo, na Rússia. Foi inaugurada em 1985 e circula entre as estações de Komendantskii Prospekt e Ulitsa Dybenko. Até 2009 esta linha tinha 13 estações. Em 2009 uma seção de «Komendantsky Prospekt» para «Estação Sadovaia» foi mudado para a nova linha Frunzensko-Primorskaia (Linha 5). Hoje ela tem 8 estações.